# Markgraafschap Baden (1771-1803)
Het Markgraafschap Baden (Duits: Markgrafschaft Baden) was een land in het Heilige Roomse Rijk. De hoofdstad van Baden was Karlsruhe.

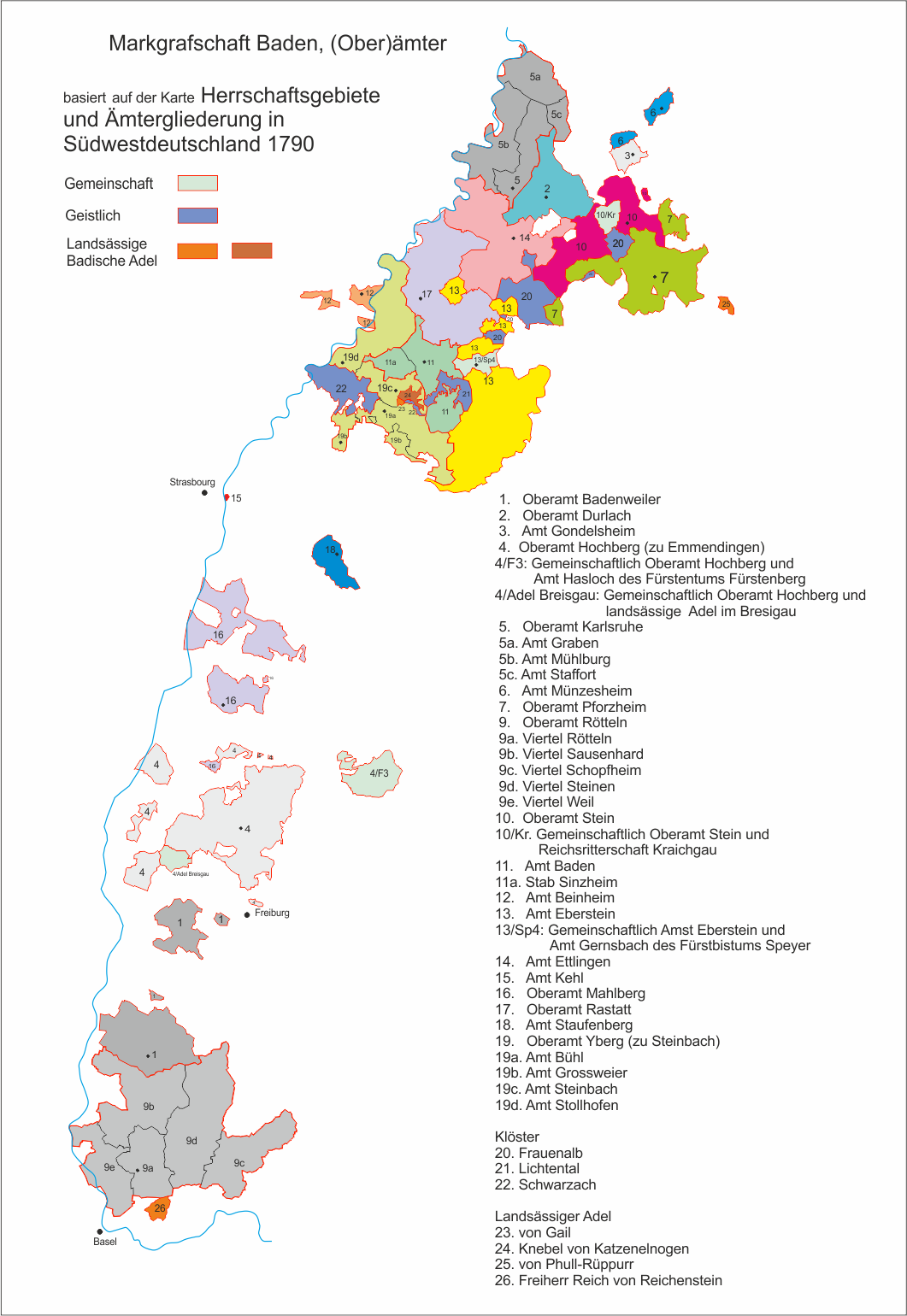
Indeling in Oberamten en Amten omstreeks 1790

Het territorium van Baden bestond uit verschillende niet aaneengesloten gebieden in het zuidwesten van Duitsland. Het grootste deel van het markgraafschap lag aan de rechterzijde van de Rijn, aan de westzijde van het Zwarte Woud. Het Unterland, rond de steden Karlsruhe, Pforzheim, Durlach, Baden, Rastatt, was het politieke en economische centrum van het land. Ten zuiden hiervan lag het Oberland, rond Emmendingen, Lörrach en Müllheim. Ook delen van het voormalige Graafschap Sponheim aan de Moezel stonden onder Badens bestuur. Binnen het Heilige Roomse Rijk was Baden ingedeeld bij de Zwabische Kreits, Sponheim behoorde tot de Boven-Rijnse Kreits.
In 1771 erfde Karel Frederik van Baden-Durlach het Markgraafschap Baden-Baden. Hiermee werd Baden voor het eerst sinds de deling van 1515 weer verenigd. Karel Frederik hervormde zijn land volgens de principes van de verlichting. Zo schafte hij de lijfeigenschap af en stimuleerde hij de economie op basis van het fysiocratisme.
Aan het begin van de Eerste Coalitieoorlog vocht Baden mee tegen het revolutionaire Frankrijk, maar in 1796 trad het land uit de anti-Franse coalitie. Vanwege zijn goede betrekkingen met Frankrijk werd markgraaf Karel Frederik in 1803 verheven tot keurvorst.
Zie verder keurvorstendom Baden

## Markgraaf
- 1771 - 1803: Karel Frederik